# Cybianthus lepidotus
Cybianthus lepidotus là một loài thực vật có hoa trong họ Anh thảo. Loài này được (Gleason) G.Agostini mô tả khoa học đầu tiên năm 1976.